# 島牧郡
- 令制国一覧 > 北海道 (令制) > 後志国 > 島牧郡
- 日本 > 北海道 > 後志総合振興局 > 島牧郡

北海道島牧郡の位置

島牧郡（しままきぐん）は、北海道（後志国）後志総合振興局の郡。日本の郡で最も人口密度が低い。
人口1,238人、面積437.18km²、人口密度2.83人/km²。（2025年6月30日、住民基本台帳人口）
以下の1村を含む。
- 島牧村（しままきむら）

## 郡域
1879年（明治12年）に行政区画として発足して以来、郡域は上記1村のまま変更されていない。

## 歴史

### 郡発足までの沿革
島牧は元「しまこまき」と読んだ。江戸時代、島牧郡域は和人地となる。松前藩によってシマコマキ場所が開かれていた。
陸上交通は、渡島国から天塩国増毛郡への道のりの途上であったが、南の瀬棚郡へは狩場山・茂津多岬が難所となって陸路が途絶えて舟に頼っており、安政年間に江差の商人鈴鹿甚右衛門と津軽の商人松前屋庄兵衛らが私費を投じ須築（現在の久遠郡せたな町）からコタニシ（現在の島牧郡島牧村原歌のあたり）に至る狩場山道（国道229号の前身）を開削し通年の陸路での移動を可能とした。
また、厳島神社は享和3年7月よりも前に創建され、現在「四季発句」掲額・石灯籠・狛犬・恵比須像・奉納太鼓が島牧村指定有形文化財となっている。この他、本目村の大宮平治が建立したと伝わる本目神社なども江戸時代以前の創建である。
江戸時代後期の文化4年には、島牧郡域は天領とされたが、文政4年には一旦松前藩の元に戻された。安政2年島牧郡域は再び天領となり津軽藩が警固をおこなった。安政4年には千走寺が開山している。安政6年、6藩分領がおこなわれ、戊辰戦争まで島牧郡域は津軽藩領となっていた。戊辰戦争（箱館戦争）終結直後の1869年、大宝律令の国郡里制を踏襲して島牧郡が置かれた。

### 郡発足以降の沿革
- 明治2年

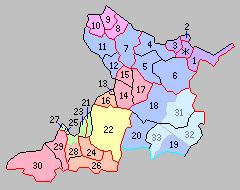
北海道一・二級町村制施行時の島牧郡の町村（29.東島牧村 30.西島牧村 下赤：島牧村）

  - 8月15日（1869年9月20日） - 北海道で国郡里制が施行され、後志国および島牧郡が設置される。開拓使が管轄。
  - 9月19日（1869年10月23日） - 一部の区域が弘前藩の領地となる（北海道の分領支配[1]）。
  - 12月2日（1870年1月3日） - 一部の区域が鳥取藩の領地となる（同上）。
  - 12月3日（1870年1月4日） - 一部の区域が佛光寺の領地となる（同上）。
- 明治3年2月2日（1870年3月4日） - 一部の区域が岡山藩の領地となる（同上）。
- 明治4年
  - 5月3日（1871年6月20日） - 岡山藩領が再び開拓使の管轄となる。
  - 8月20日（1871年10月4日） - 廃藩置県により再び全域が開拓使の管轄となる。
- 明治5年 - 雷岸村が鳰泊村に編入。
  - 4月9日（1872年5月15日） - 全国一律に戸長・副戸長を設置（大区小区制）。
  - 10月10日（1872年11月10日） - 4月に設置された区を大区と改称し、その下に旧来の町村をいくつかまとめて小区を設置（大区小区制）。
- 明治9年（1876年）9月 - 従来開拓使において随意定めた大小区画を廃し、新たに全道を30の大区に分ち、大区の下に166の小区を設けた。

- 第7大区
  - 7小区 ： 鳰泊村、作浜村、歌島村、本目村、厚瀬村、飼鹿村、軽臼村、床丹村、本別村
  - 8小区 ： 泊村、永豊村、江泥辺村、千走村、安守村、原歌村

- 明治12年（1879年）7月23日 - 郡区町村編制法の北海道での施行により、行政区画としての島牧郡が発足。同年鳰泊村、作浜村の2ヶ村が歌島村に、厚瀬村が本目村に、飼鹿村が軽臼村に、床丹村、本別村、泊村の3ヶ村が永豊村に、安守村が千走村にそれぞれ合併。
- 明治13年（1880年）1月 - 寿都郡外三郡役所（寿都磯谷歌棄島牧郡役所）の管轄となる。
- 明治15年（1882年）2月8日 - 廃使置県により函館県の管轄となる。
- 明治19年（1886年）
  - 1月26日 - 廃県置庁により北海道庁函館支庁の管轄となる。
  - 12月 - 函館支庁が廃止。
- 明治30年（1897年）11月5日 - 郡役所が廃止され、寿都支庁の管轄となる。
- 明治39年（1906年）4月1日 - 北海道二級町村制の施行により、以下の町村が発足。（2村）
  - 東島牧村（二級村） ← 本目村、歌島村、軽臼村（現・島牧村）
  - 西島牧村（二級村） ← 永豊村、千走村、江泥辺村、原歌村（現・島牧村）
- 明治43年（1910年）3月1日 - 寿都支庁が廃止され、後志支庁の管轄となる。
- 昭和18年（1943年）6月1日 - 北海道一・二級町村制が廃止され、北海道で町村制を施行。二級町村は指定町村となる。
- 昭和21年（1946年）10月5日 - 指定町村を廃止。
- 昭和22年（1947年）5月3日 - 地方自治法の施行により北海道後志支庁の管轄となる。
- 昭和31年（1956年）9月30日 - 東島牧村・西島牧村が合併して島牧村が発足。（1村）
- 平成22年（2010年）4月1日 - 後志支庁が廃止され、後志総合振興局の管轄となる。